# Eve Stewart (aviron)
Pour les articles homonymes, voir Stewart.
Eve Stewart, née le 13 janvier 1998 aux Pays-Bas, est une rameuse britannique.

## Carrière
Elle fait des études d'écriture créative à l'université de l'Iowa.
Lors du dernier jour des compétitions d'aviron aux Jeux olympiques d'été de 2024, elle remporte avec l'équipage britannique la médaille de bronze en huit.